# Arcidiecéze pařížská
Arcidiecéze pařížská (francouzsky Archidiocèse de Paris, latinsky Archidioecesis Parisiensis) či také Metropolitní arcidiecéze pařížská (Archidiocèse métropolitain de Paris) je jednou z třiadvaceti římskokatolických arcidiecézí ve Francii. Jejím sídlem je francouzské hlavní město Paříž. V současné době je pařížským arcibiskupem Mons. Laurent Ulrich.

## Historie
Pařížské biskupství bylo podle tradice založeno ve 3. století svatým Divišem, který se stal prvním pařížským biskupem. Biskupství podléhalo arcibiskupství v Sens, které povýšil Karel Veliký. Pařížská diecéze byla povýšena na arcibiskupství až 20. října 1622. Od roku 1674 pařížský arcibiskup užíval rovněž světský titul vévoda ze Saint-Cloud. Během Francouzské revoluce byl úřad arcibiskupa v letech 1793–1798 zrušen, stejně tak byl zrušen šlechtický titul.

## Arcibiskup
Arcibiskupem pařížským je Mons. Ulrich. 
Arcidiecéze byla po rezignaci arcibiskupa Aupetita spravována apoštolským administrátorem sede vacante et ad nutum Sanctæ Sedis, kterým byl emeritní marseilleský arcibiskup Georges Pontier  Pomocnými biskupy jsou Philippe Marsset a Thibault Verny. Katedrálním kostelem je Notre-Dame.

## Pařížská církevní provincie
V roce 2002 při reformě vznikla pařížská církevní provincie, která se do té doby nazývala Île-de-France. Nová provincie se skládá vedle metropolitní pařížské arcidiecéze ještě z dalších sedmi sufragánních diecézí:
- Meaux (existující rovněž od 3. století)
- Versailles (založena 29. listopadu 1801)
- Créteil
- Diecéze Évry-Corbeil-Essonnes
- Nanterre
- Pontoise
- Saint-Denis (těchto pět bylo vytvořeno 9. října 1966)